# ليو نيلسن
ليو نيلسن (بالدنماركية: Leo Nielsen)‏ هو دراج دنماركي، ولد في 5 مارس 1909 في راندرس في الدنمارك، وتوفي في 15 يونيو 1968 في كوبنهاغن في الدنمارك.

## وصلات خارجية
- ليو نيلسن على موقع أرشيف الدراجات (الإنجليزية)
- ليو نيلسن على موقع إحصائيات الدراجات الإحترافية (الإنجليزية)
- ليو نيلسن على موقع أوليمبيديا (الإنجليزية)